# Ulf Ragnvaldsson
Ulf Ragnvaldsson var jarl i Gårdarike. Han föddes förmodligen i Skara i Västergötland där hans far Ragnvald var jarl över Västergötland, Värmland och Bohuslän. Det måste ha varit senast 1019 eftersom hans föräldrar det året flyttade till Gårdarike, där Ragnvald blev jarl över Ingermanland och bodde i Aldeigjuborg (nuvarande Staraja Ladoga).